# 相馬村 (群馬県)
相馬村（そうまむら）は、群馬県の中部、群馬郡に属していた村。

## 地勢

### 面積
1500.5 km2

### 人口
| 年     | 人口総数(人) | 世帯総数(世帯) | 備考       |
| ------ | ------------ | -------------- | ---------- |
| 1940年 | 3,644        | 608            |            |
| 1957年 | 4,081        |                | 相馬村廃止 |
| 2010年 | 6,719        | 2,199          |            |
| 2015年 | 6,910        | 2,534          |            |

## 施設
- 相馬郵便局(現存)
- 相馬村立相馬小学校（村時代）→群馬郡箕郷町・北群馬郡桃井村学校組合立相馬小学校（村解体後）→榛東村立南小学校（現存）
- 相馬原駐屯地

## 交通

### 道路
- 群馬県道6号前橋箕郷線
- 群馬県道26号高崎安中渋川線
- 群馬県道123号柏木沢大八木線
- 群馬県道153号水沢足門線
- 群馬県道154号新井下室田線

### 公共交通機関

#### バス
- 群馬バス
  - 高崎（箕郷）伊香保線（柏木沢青山前・大川間）
  - 高崎（井出）榛東線（今宮・大川間）
  - 高崎（金古）榛東線（三愛クリニック前・大川間）
  - 箕郷（小倉）渋川線（柏木沢青山前・大川間）

## 地理

### 河川
- 染谷川
- 唐沢川

### 山
- 相馬山

## 歴史
- 1889年（明治22年）4月1日 - 町村制施行により、広馬場村、柏木沢村が合併し、西群馬郡相馬村が成立する。
- 1896年（明治29年）4月1日 - 西群馬郡と片岡郡が統合し、群馬郡となる。
- 1957年（昭和32年）3月30日 - 相馬村住民投票が行われる。
  - 大字広馬場(新田中・新田下)が北群馬郡桃井村と合併し、北群馬郡桃井村となる。
  - 大字柏木沢(新田上)が群馬郡箕郷町へ編入される。
- 1959年（昭和34年）8月1日 - 桃井村が改称して榛東村となる。
- 2006年（平成18年）1月23日 - 箕郷町が群馬町・倉渕村・多野郡新町と共に高崎市へ編入される。